# 喀麥隆國家奧林匹克和體育委員會
喀麥隆國家奧林匹克和體育委員會（Cameroon National Olympic and Sports Committee, ）是喀麥隆的體育部門及國家奧林匹克委員會。該組織成立於1963年，是國際奧委會和非洲國家奧林匹克委員會聯合會的成員。1964年，首次派員參加在日本東京舉行的夏季奧運會。
現時，喀麥隆國家奧林匹克和體育委員會的總部設在雅溫得，主席是Colonel Hamad Kalkaba Malboum。

## 資料來源
1. ↑  .   [2014-03-28]. （原始内容存档于2019-03-22）.